# George C. Wolfe

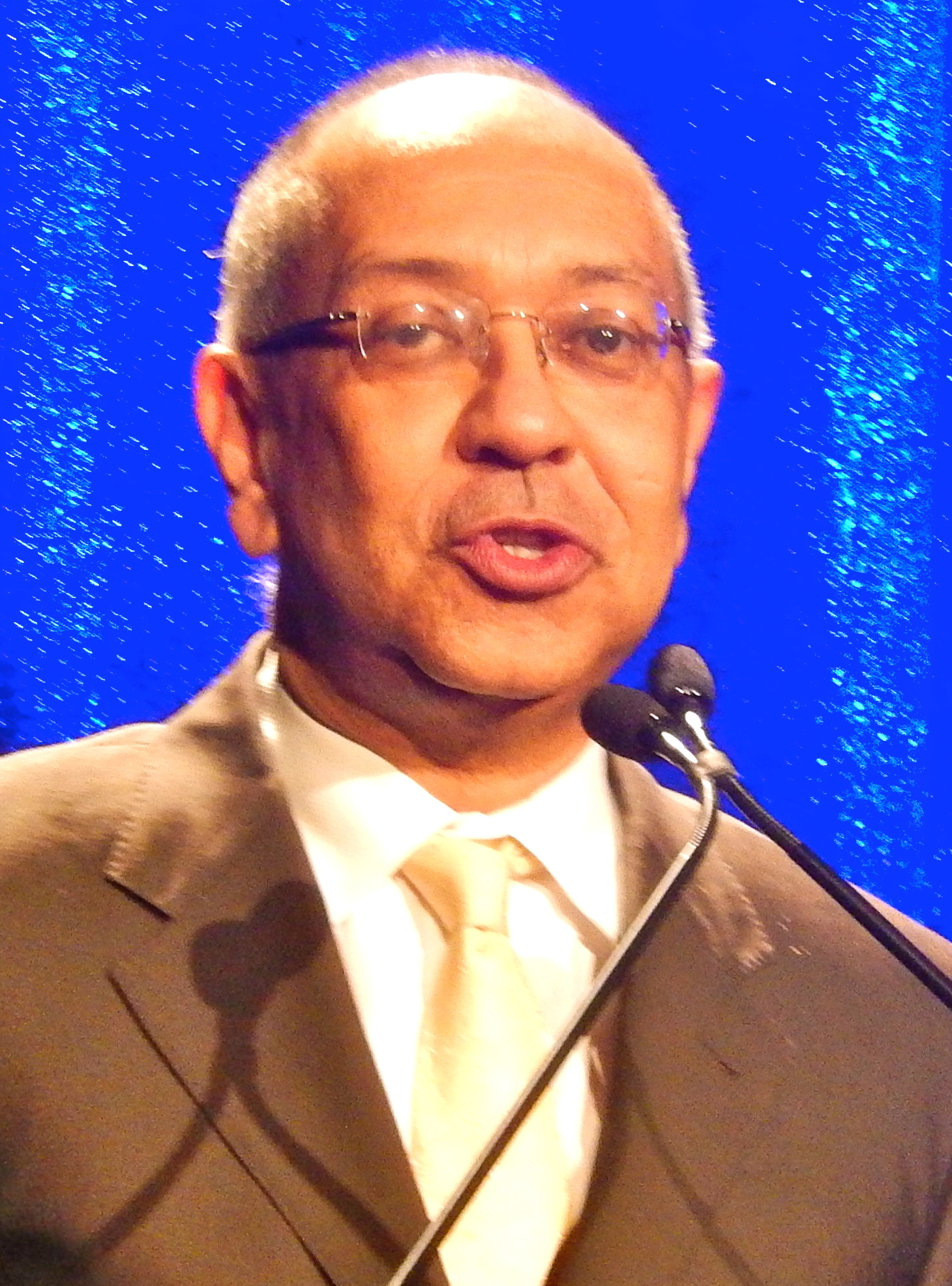
George C. Wolfe (2013)

George Costello Wolfe (* 23. September 1954 in Frankfort, Kentucky) ist ein US-amerikanischer Dramatiker und Theater- und Filmregisseur.

## Leben
George C. Wolfe wurde 1954 in Frankfort in Kentucky geboren. Seine Mutter Anna war Lehrerin und zudem Bibliothekarin und Schulleiterin, sein Vater Costello war Regierungsangestellter und arbeitete für das Kentucky Department of Corrections. Er besuchte die Rosenwald Laboratory School, eine öffentliche, rein schwarze Schule, an der seine Mutter unterrichtete. Später besuchte er die Frankfort High School, wo er sich dem Theaterclub anschloss und für das Literaturmagazin der Schule schrieb. Als Teenager war Wolfe vom Theater begeistert und verbrachte seine Sommer in Theaterworkshops an der Miami University in Oxford, Ohio, wo er erstmals Theaterstücke inszenierte. 1972 schrieb sich Wolfe an der Kentucky State University ein, wechselte aber nach einem Jahr an das Pomona College in Claremont, Kalifornien. Dort erhielt er 1976 einen Bachelor of Arts in Theater. Während seiner Zeit am Pomona College inszenierte er Up For Grabs, ein Stück, das regionaler Gewinner beim American College Theatre Festival wurde. Ebenfalls im Jahr 1976 lernte Wolfe Bernard Jackson kennen, der ein Jahr später Wolfes erste Produktion Tribal Rites im Inner City Cultural Center in Los Angeles finanzierte.
Er zog an die Ostküste und unterrichtete in New York. Dort studierte Wolfe weiter und erhielt 1983 von der New York University einen Master of Fine Arts in Dramatic Writing und Musical. Mit seinen Stücken Paradise (1985) und Coloured Museum (1986) erregten Wolfe erste nationale Aufmerksamkeit. Coloured Museum wurde 1986 mit dem Elizabeth Hull-Kate Warriner Award der Dramatists Guild ausgezeichnet, und 1989 gewann sein Stück Spunk den Obie Award.
Von 1993 bis 2004 war Wolfe künstlerischer Leiter und Produzent des New York Shakespeare Festivals / Public Theatres. Ende des Jahres 2004 gab Wolfe bekannt, nicht weiter als Theaterregisseur arbeiten zu wollen und in den Filmbereich zu wechseln. Kurz danach stelle er sein Regiedebüt Lackawanna Blues vor, für das er 2006 im Rahmen der Directors Guild of America Awards für die beste Regie ausgezeichnet wurde. Dennoch inszenierte er auch weiterhin Stücke, so das mit dem Pulitzer-Preis ausgezeichnete Topdog / Underdog. Im Sommer 2006 inszenierte Wolfe eine neue Übersetzung von Bertolt Brechts Mutter Courage und ihre Kinder im Delacorte Theatre im Central Park mit Meryl Streep, Kevin Kline und Austin Pendleton in den Hauptrollen. Im September 2008 kam sein Film Nights in Rodanthe in die US-Kinos, sein Filmdrama You're Not You im Oktober 2014. Im Jahr 2020 folgte die Regie an der mit zwei Oscars preisgekrönten Theaterverfilmung Ma Rainey’s Black Bottom, nach dem gleichnamigen Stück von August Wilson. Die Hauptrollen übernahmen Viola Davis und Chadwick Boseman.
Im Jahr 2023 ist die Veröffentlichung der Filmbiografie Rustin über den afroamerikanischen Bürgerrechtler Bayard Rustin geplant. In der Titelrolle wurde Colman Domingo besetzt.
Im Jahr 2013 wurde er in die American Theatre Hall of Fame aufgenommen. Seit Sommer 2021 ist Wolfe Mitglied der Academy of Motion Picture Arts and Sciences.
Der Afroamerikaner lebt offen schwul.

## Arbeiten als Theaterregisseur
- 1992: Jelly's Last Jam, Virginia Theatre
- 1993: Angels in America: Millennium Approaches, Walter Kerr Theatre
- 1993: Angels in America: Perestroika, Walter Kerr Theatre
- 1994: Twilight: Los Angeles, 1992, Cort Theatre
- 1995: The Tempest, Broadhurst Theatre
- 1996: Bring in 'da Noise, Bring in 'da Funk, Ambassador Theatre
- 1998: On the Town, Gershwin Theatre
- 2000: The Wild Party, Virginia Theatre
- 2002: Elaine Stritch At Liberty, Neil Simon Theatre
- 2002: Topdog / Underdog, Ambassador Theatre
- 2004: Caroline, or Change, Eugene O’Neill Theatre
- 2006: Mother Courage and Her Children, Delacorte Theatre in Central Park
- 2011: The Normal Heart, John Golden Theatre
- 2013: Lucky Guy, Broadhurst Theatre
- 2016: Shuffle Along, or, the Making of the Musical Sensation of 1921 and All That Followed, Music Box Theatre
- 2018: The Iceman Cometh, Bernard B. Jacobs Theatre
- 2019: Gary: A Sequel to Titus Andronicus, Booth Theatre[5]

## Filmografie
- 2005: Lackawanna Blues
- 2008: Das Lächeln der Sterne (Nights in Rodanthe)
- 2014: Das Glück an meiner Seite (You're Not You)
- 2017: The Immortal Life of Henrietta Lacks (auch Drehbuch)
- 2020: Ma Rainey’s Black Bottom
- 2023: Rustin

## Auszeichnungen (Auswahl)
Chicago International Film Festival
- 2023: Nominierung für den Gold Q-Hugo (Rustin)[6]

Directors Guild of America Award
- 2006: Auszeichnung für die Beste Regie (Lackawanna Blues)
- 2018: Nominierung für die Beste Regie (The Immortal Life of Henrietta Lacks)

Emmy
- 2005: Nominierung für die Beste Regie für eine Miniserie, Fernsehfilm oder ein Special (Lackawanna Blues)

Independent Spirit Award
- 2006: Nominierung als Bester Debütfilm (Lackawanna Blues)

NAACP Image Award
- 2021: Nominierung für die Beste Regie (Ma Rainey’s Black Bottom)[7]

Tony Award
- 1993: Auszeichnung für die Beste Theaterregie (Angels in America: Millennium Approaches)[2]
- 1996: Auszeichnung für die Beste Musicalregie (Bring in 'da Noise / Bring in' da Funk)
- 2011: Nominierung für die Beste Theaterregie (The Normal Heart)
- 2013: Nominierung für die Beste Theaterregie (Lucky Guy)
- 2016: Nominierung für das Beste Buch (Shuffle Along, Or The Making of the Musical)
- 2016: Nominierung für die Beste Musicalregie (Shuffle Along, Or The Making of the Musical)